# Václav Petrák
Václav Petrák (7. srpna 1920 Dolní Štěpanice – ? Dolní Štěpanice) byl český politický vězeň komunistického režimu.

## Život

### Mládí
Narodil se 7. srpna 1920 v Dolních Štěpanicích do rodiny zedníka Václava Petráka a Anny Petrákové. Živil se jako nástrojář. V roce 1945 vstoupil do Československé strany lidové.

### Politický proces s„velezrádci a špiony zPodkrkonoší“
Jako hluboce věřící člověk a přesvědčený demokrat se nedokázal smířit s únorovým pučem KSČ a ještě v roce 1948 navázal spojení s představiteli československého protikomunistického odboje. Aktivně se stýkal se členy ilegální skupiny, označované jako "Lampa Václav a spol." Bohuslavem Šírem a též s dalšími členy odbojových skupin, napojených na agenta-chodce Josefa Zemana.
Dne 4. března 1952 byl v jednu hodinu v noci zatčen a převezen do vazební věznice StB v Liberci. Zde byl pod několikaměsíčním fyzickým nátlakem donucen k přiznání. K veřejnému jednání Státního soudu, které s cílem rozšíření publicity proběhlo jako výjezdní ve velkém sále jilemnického podniku Technolen se musel, stejně jako deset dalších obžalovaných naučit svou výpověď slovo od slova. Procesu, který byl v tisku označován jako Proces s velezrádci a špiony z Jilemnicka byla věnována rozsáhlá publicita v tisku, včetně zvláštního vydání týdeníku ONV Jilemnice Nová horská ves. Prokuraturou byl proces označován jako řízení proti ilegální skupině Pavla Kašťáka. Václavu Petrákovi bylo obžalobou (vedenou JUDr. Pavlem Barbašem) kladeno za vinu, že:
| „ | Obviněný Václav Petrák se v roce 1948 po únoru dohodl s Bohuslavem Šírem (rovněž již odsouzeným stát. soudem v Praze) že vejdou ve styk s některou osobou v nepřátelském zahraničí za účelem účasti na činnosti směřující k odstranění socialistického zřízení u nás a návrat kapitalismu. Na podzim roku 1949 obviněný se od Bohuslava Šíra dověděl o jeho illegálním spojení s Josefem Zemanem. Začátkem léta roku 1950 obviněný předaů Bohuslavu Šírovi žádost o instrukce k protistítní činnosti, řízenou na zrádce Dr. procházku k předání prostřednictvím Josefa Zemana. Obviněný věděl, že Dr. Procházka je bývalý ministr za stranu lidovou, který uprchl po únoru 1948 do nepřátelského zahraničí. Koncem léta 1950, když ho Šír vyzval na illegální schůzku na silnici před obcí Kořenov, kam obviněný také skutečně přišel ukázal mu Šír dopis, který došel ze zahraničí a byl podepsán agentem CIC Zemanem. V dopise mimo jiné viděl nějaký náčrtek a podrobnější směrnice k protistátní činnosti. Z toho se obviněný přesvědčil, že jím podanou zprávu si ponechal agent Zeman. Od Šíra se také dověděl, že s ním spolupracují ještě další dva muži pod jménem Jarka a Olda, ale tvoří jednu protistátní skupinu, která má heslo "Oheň na strážníku". S oběma muži se obviněný setkal za několik týdnů na společné illegální schůzce. Na této schůzce se jednalo o předání dalších špionážních zpráv do zahraničí. Potom bylo hovořeno o mezinárodní politické situaci a všichni se schodli na tom, že dojde k válečnému konfliktu mezi západem a východem, který skončí vítězstvím západních imperialistů a že k tomuto vítězství musí napomáhat. Po dobu trestné činnosti obviněného v protistátní skupině tj. do konce roku 1951 předával obviněný zprávy o hospodářské a politické situaci v našem státě, a to tak, aby posloužily našim nepřátelům. Ačkoliv byl dělníkem a dělnického původu, v důsledku svého nesprávně pochopeného náboženského fundamentalismu a v důsledku vlivem nepřátel našeho státu, zradil svoji třídu, stát i národ. Obviněný s cíli, k němuž jeho činnost směřovala uvádí toto: "Hned na začátku naší protistátní činnosti jsem byl Šírem informován, že zprávy, které do zahraničí odešleme, mají sloužit politikům v zahraničí jako dokumenty pro OSN a že to poslouží našemu úsilí o zvrat lidově demokratického zřízení. Podle toho jsem také své vlastní zprávy směřoval. Při tom jsem si byl vědom toho, že se tím dopouštím vážné protistátní činnosti a že moje zprávy jsou špionážního rázu." Obviněný tím chce špionážní charakter své trestné činnosti zlehčit, avšak současně špionážní činnost doznává (č.l. 62). O motivu své trestné činnosti obviněný údává toto: "Právě po únoru 1948 jsem se ostře zahrotil proti lidově demokratickému zřízení. Jako katolík jsem byl vychováván k slepé poslušnosti a následování svých duchovních pastýřů a když jsem viděl postoj msgr Šrámka, Hály a arcibiskupa Berana, usuzoval jsem, že oni jako představitelé církve musí rozhodovat správně a postavil jsem se do jedné fronty s nimi proti lidu. V kostele jsem slyšel text štvavého pastýřského listu, který vyzýval věřící k odporu proti lidově demokratickému zřízení. Tímto pastýřským listem jsem se řídil a byl jsem jím také ovlivněn, že jsem zapomněl na to, že jsem dělník a že a že vlastně pomáhám k moci svým bývalým utlačovatelům." (č.l. 56/57) | “ |

Rozsudkem Státního soudu 3 Ts I 70/52 ze dne 16. října 1952 byl shledán vinným spácháním trestného činu vyzvědačství podle § 89 odst. 2 písm. a/, odst. 1, tr.z., trestného činu velezrady podle § 78 odst. 2 písm a/ odst. 1 písm. c, tr.z. a odsouzen (dle stejného paragrafu) k trestu odnětí svobody na 17 let, podle § 86 odst. 4 a přihlížením k § 47 tr.z. k propadnutí celého jeho jmění, podle § 42 tr.z. k desetileté ztrátě čestných práv občanských a podle § 59 odst. 1 tr.z. k propadnutí věcí, které byly u něj nalezeny a zabaveny. Téhož dne nastoupil do NPT Vojna k výkonu trestu. Umístěn byl na Barák I, mezi nejtěžší vězně. Pracovně byl zařazen jako fedrák na šachtě 1, později byl přesunut na pozici povrchového narážeče a později pracoval jako mítač na šachtě 2. Své vzpomínky na táborový život líčí v knize Tábor Vojna ve světle vzpomínek bývalých vězňů.
V roce 1955 mu byl zkrácen trest o sedm let.

### Seniorský věk
Na svobodu byl propuštěn v rámci amnestie prezidenta Antonína Novotného v roce 1960. Po propuštění žil a aktivně pracoval v Dolních Štěpanicích, i nadále byl zájmovou osobou StB. Rehabilitován byl až po sametové revoluci v roce 1990.